# Englische Romantik
Der als englische Romantik (romanticism oder romantic age) bezeichnete Abschnitt der englischen Literaturgeschichte umfasst einen relativ kurzen Zeitraum im Wesentlichen zwischen den Jahren 1798 und 1832–1837, dessen Grenzen und Übergänge jedoch fließend sind und nicht eindeutig festgeschrieben werden können.

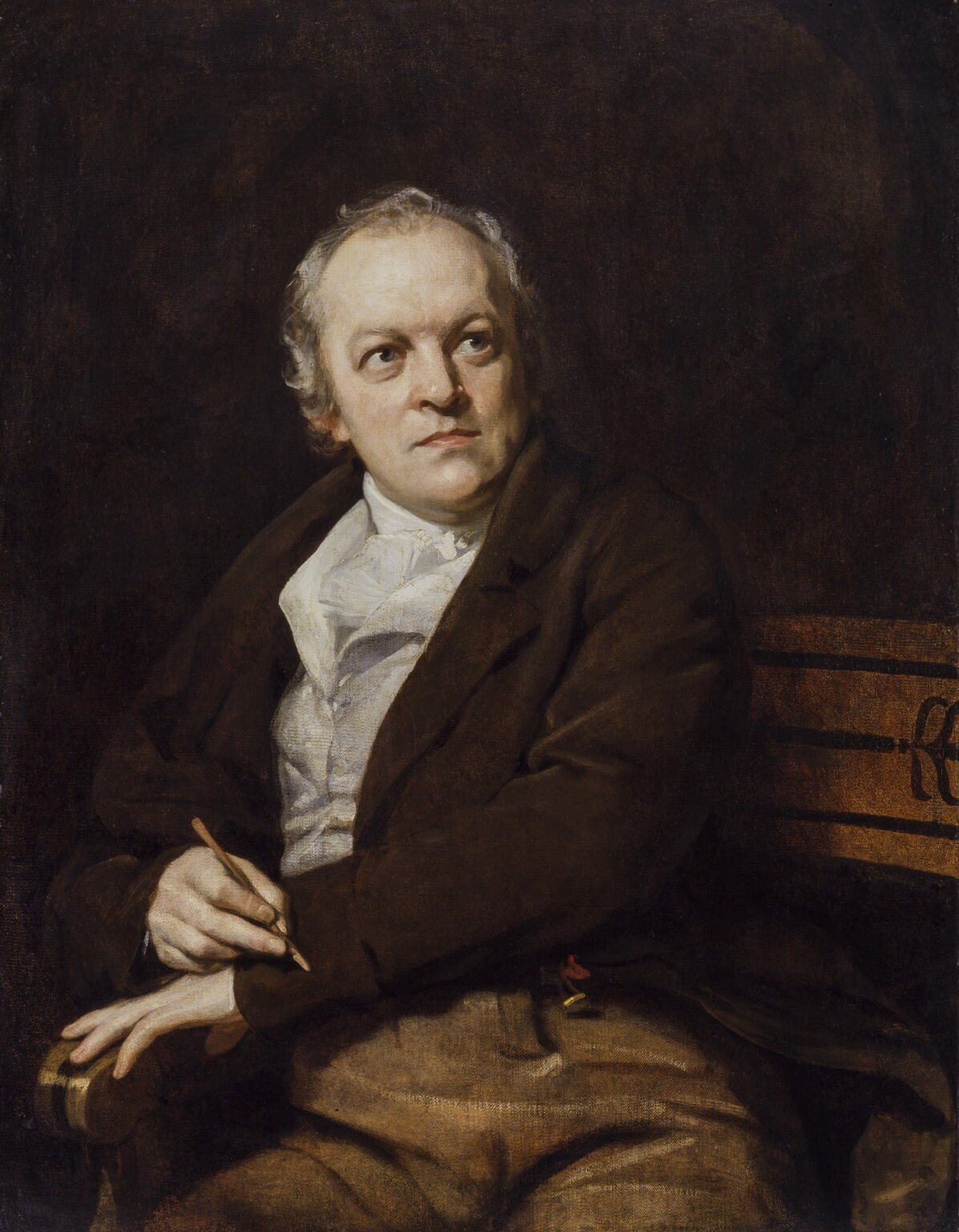
William Blake (1757–1827, Porträt von Thomas Phillips, 1807)

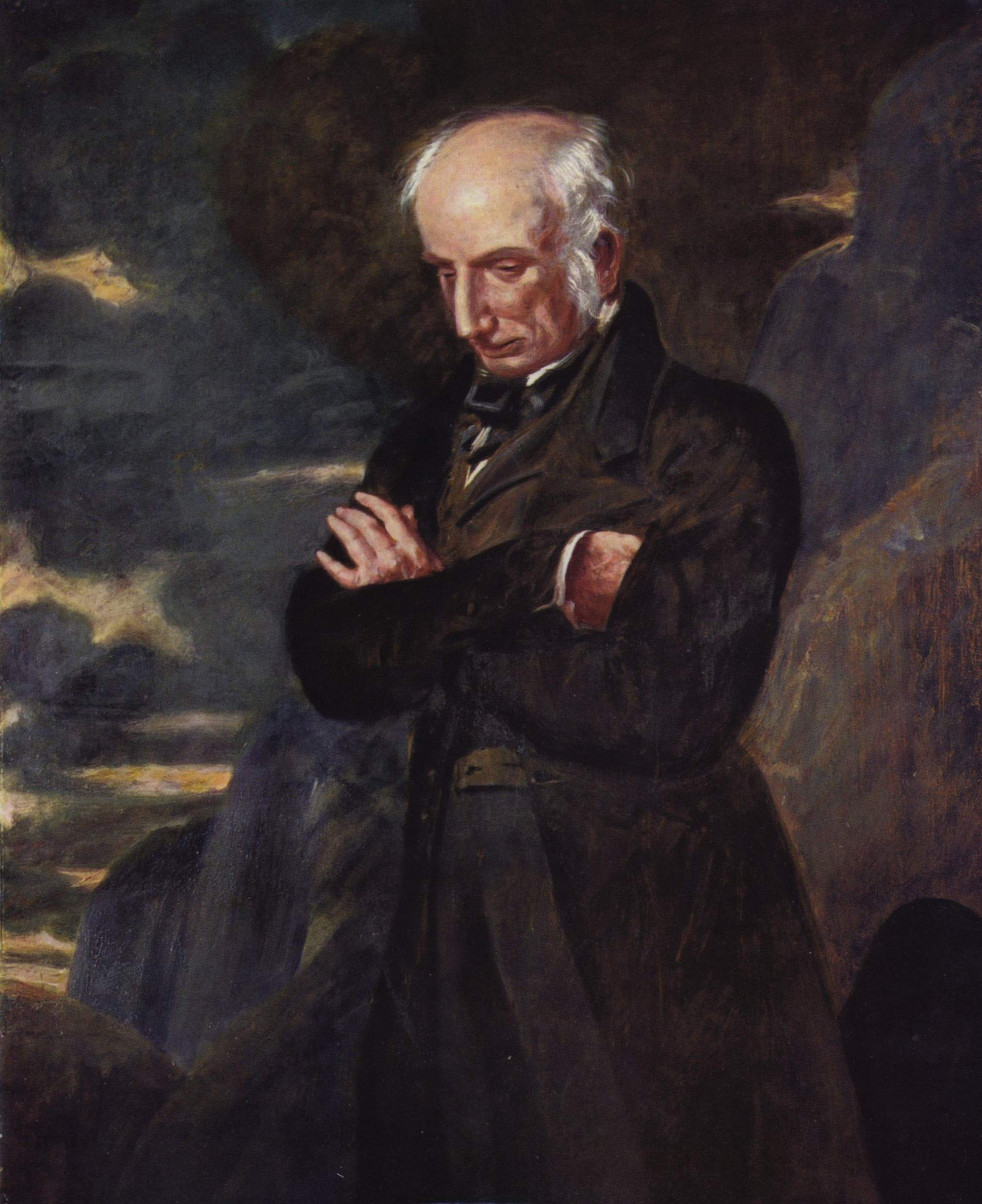
William Wordsworth, Porträt von Benjamin Robert Haydon, 1842)

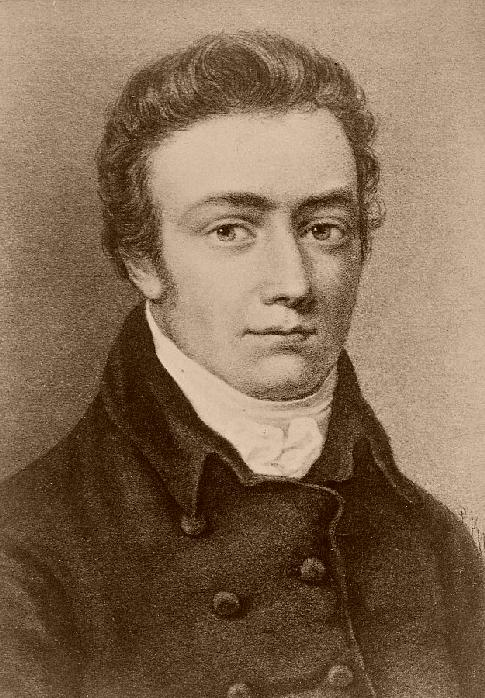
Samuel Taylor Coleridge (1772–1834)

John Keats (1795–1821), Gemälde von William Hilton, um 1822

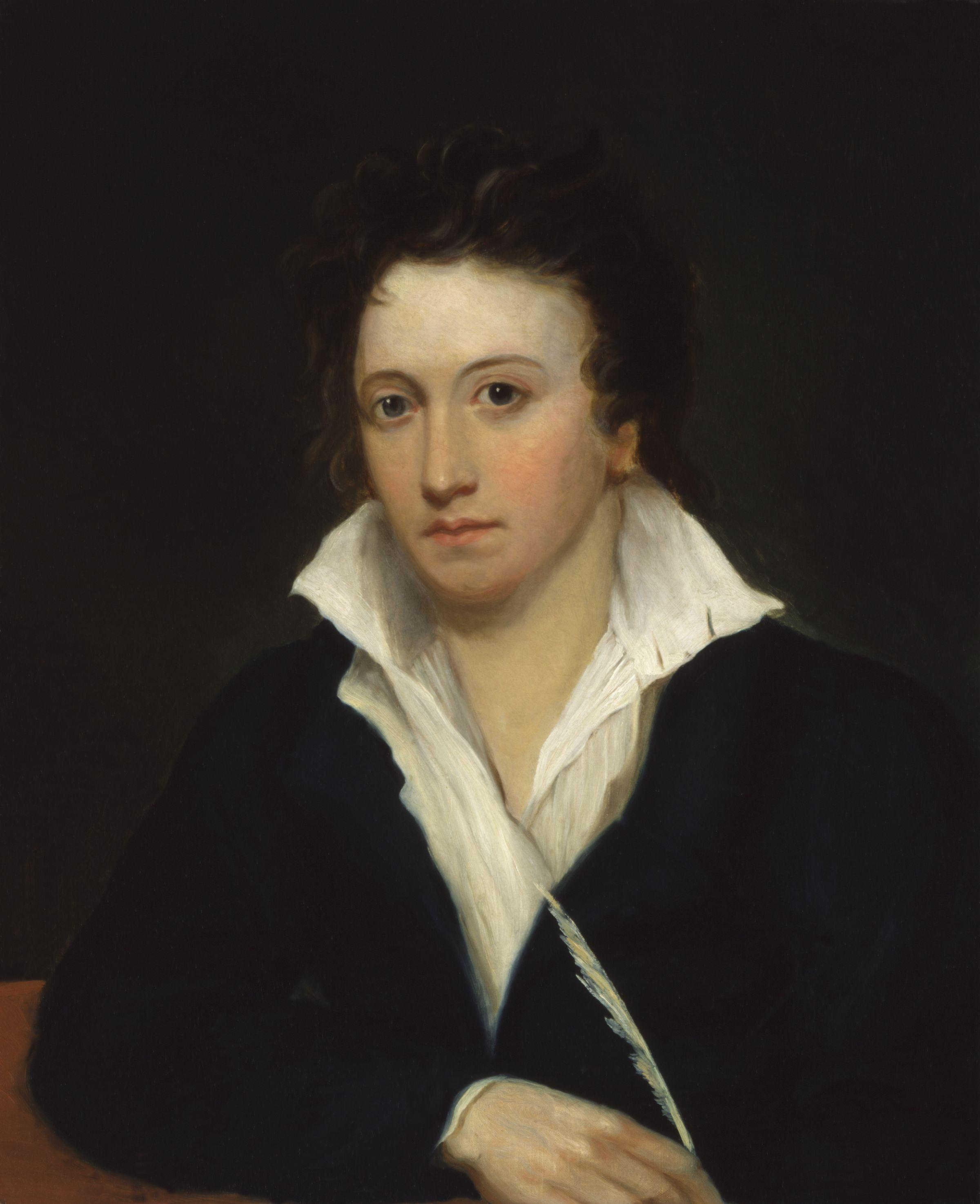
Percy Bysshe Shelley (1792–1822, Gemälde von Alfred Clint, 1819

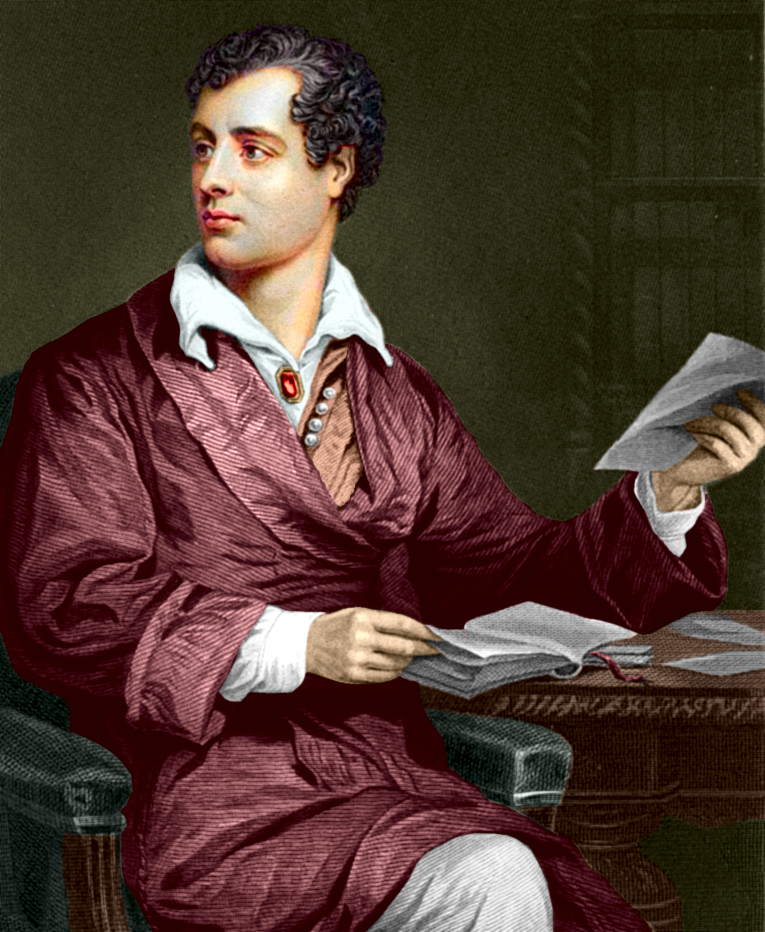
George Gordon Byron (1788–1824), Farbstich 1873

Als literaturgeschichtliche Epoche bezeichnet die englische Romantik vornehmlich die durch die poetischen Werke der sogenannten sechs großen Dichter (great six) Blake, Wordsworth, Coleridge, Keats, Shelley und Byron geprägte Minderheits- und Hochkultur in diesen Jahren, die – vom zeitgenössischen Lesepublikum weitgehend isoliert oder kaum wahrgenommen – die regelhafte Literatur des Klassizismus verwarf und sich zugleich als Gegenbewegung zur vorherrschenden vernunft- und wissenschaftsorientierten Weltanschauung und bürgerlichen Lebenswelt verstand. Zu den Vorläufern werden der folklorebegeisterte Keltomane James Macpherson, der Verfasser der schwermütigen „Nachtgedanken“ Edward Young und der Vertreter der Empfindsamkeit Thomas Gray gezählt.
Im Unterschied zur deutschen Romantik, in der insbesondere durch die Schriften der Brüder August Wilhelm und Friedrich Schlegel der Begriff des Romantischen mit einer vollständigen Programmatik verbunden war, umfasste die Romantik in England keine in ähnlicher Weise geschlossene, programmatisch herausgehobene Bewegung, die alle Bereiche der Kunst und Kultur einschließlich der Musik und der Malerei beherrschte.
Sofern das Adjektiv romantic in der zeitgenössischen Kritik oder Literaturgeschichtsschreibung überhaupt benutzt wurde, wurde es vornehmlich auf eine Dichtung bezogen, die sich durch ein gesteigertes Interesse an der Natur, insbesondere an der wilden, unberührt erhabenen Natürlichkeit oder auch an der friedlichen, weltabgewandten Landschaft, auszeichnete.
Neben der romantischen Lyrik von Wordsworth, Coleridge, Keats oder Shelley, die das spätere Poesieverständnis des 19. Jahrhunderts maßgeblich beherrschte und bis heute nachwirkt, wurde die literarische Szene in der Entstehungszeit dieser Dichtungen zugleich durch aufklärerische Werke oder Romane beispielsweise von Jane Austen mit einer modernen realistischen Erzählweise bestimmt. Die zeitgenössische Kritik spöttelte zudem über die (von John Gibson Lockhart herablassend so bezeichnete) Cockney School (damit waren Hazlitt, Hunt und John Keats gemeint), die Lake Poets (Wordsworth, Coleridge) und die Satanic School (Byron, Shelley).
Die romantische Literatur, die in der Zeit zwischen der Veröffentlichung der von Wordsworth und Coleridge herausgegebenen programmatischen Lyrical Ballads (1798) und dem Tode Walter Scotts (1832) erschien, wurde in der englischen Literaturgeschichtsschreibung erst viel später dem gemeinsamen epochalen Begriff der Romantik zugeordnet.
Im Hinblick auf die außerordentlich intensive Wirkungsgeschichte dieser romantischen Dichter Englands ist trotz der erheblichen wechselseitigen Kritik und Unterschiede, wie sie etwa zwischen Byron und Wordsworth bestehen, eine unverwechselbare neue literarisch-kulturelle Strömung mit gleichermaßen revolutionären und antirevolutionären Elementen auszumachen.

## Sozial- und kulturgeschichtlicher Hintergrund
Die Zeit um 1800 stand im Zeichen eines raschen, sich beschleunigenden Wandels, der nach der französischen und der industriellen Revolution im ausgehenden 18. Jahrhundert zu einer Auflösung der traditionellen statischen Feudalordnung führte. Die Veränderungsprozesse im England des beginnenden 19. Jahrhunderts zielten darauf ab, durch eine Vermehrung des Wissens und durch dessen technische und ökonomische Nutzung sowie durch eine Verbesserung der Bildungseinrichtungen wie etwa die Gründung der Universität London 1836 das Individuum von politischen und religiösen Bevormundungen zu befreien, um so die Voraussetzungen für die Etablierung eines modernen, effizienten Nationalstaates zu schaffen. Dieser Wandel wurde in der Geschichtsschreibung mit einschlägigen Formulierungen wie age of revolution, age of science, age of improvement oder industry and empire beschrieben, wenngleich dabei das grundlegende Gefühl einer großen Verunsicherung angesichts des rasanten Tempos der Veränderungen und des Verwerfens der überkommenen Normen und Werte nicht übersehen werden darf.
Neue Verkehrsmittel wie die Eisenbahn und neue Kommunikationsmittel wie die Telegrafie führten zu rasanten Veränderungen der Erfahrung von Zeit und Raum; das gesamte Wirklichkeitsverständnis wurde zunehmend verzeitlicht und die Zukunft erhielt den Charakter eines offenen Möglichkeitsraumes. Die damit verbundene Zukunftsorientierung und Fortschrittsgläubigkeit ging jedoch gleichzeitig einher mit einer neuen Form der Vergangenheitsorientierung, der Entdeckung der Geschichte im Sinne eines einmaligen, unumkehrbaren Prozesses, die im engen Zusammenhang mit der Erfahrung der zeitlichen Beschleunigung stand. Dementsprechend wurden Zeitdiagnosen wie Thomas Carlyles Signs of the Times (1829) und Theorien des Wandels wie die von Karl Marx und Friedrich Engels entwickelte materialistische Geschichtsauffassung oder Darwins Evolutionslehre zu bedeutsamen Elementen dieser neuen Weltorientierung.
Die französische Revolution und vor allem die industrielle Revolution lieferten zudem entscheidende Impulse für eine Demokratisierung und Rationalisierung der englischen Gesellschaft. So zeigte sich beispielsweise der ehemalige Dissenter William Godwin in seinem Werk Enquiry Concerning Political Justice (1793) im Einklang mit der Aufklärungsphilosophie von der angeborenen Güte des Menschen überzeugt, den nur ein verwerfliches System tyrannischer Potentaten oder Institutionen daran hindere, sein Glück zu schmieden und die Stimme der Vernunft in wohltätiges Handeln umzusetzen. Ähnlich agitierte der Quäker Thomas Paine (The Rights of Man, 1791), der sich nicht nur für die amerikanische Unabhängigkeitsbewegung eingesetzt hatte, sondern ebenso die Emanzipation der Frau und die Abschaffung der Sklaverei forderte. Auch Jeremy Bentham trat mit seinem hedonistischen Maximum Happiness Principle für eine rationale, menschenfreundlichere Gesetzgebung ein. 
Die revolutionäre Durchsetzung der naturrechtlich begründeten Prinzipien der Freiheit und Gleichheit stieß allerdings auf den erbitterten Widerstand der führenden Politiker und Denker in dem aristokratisch geprägten Parlamentarismus Englands. Der Politiker und Literat Edmund Burke veröffentlichte schon 1790 sein überaus einflussreiches Werk Reflections on the Revolution in France, in dem er scharf das abstrakte Systemdenken fanatischer Intellektueller kritisierte, das der Errichtung neuer Tyranneien den Boden bereite, da es nicht durch eine erfahrungs- und traditionsbewusste Vernunft gezügelt werde. Auch Carlyle zeichnete in seiner Geschichte der französischen Revolution mit satirischem Unmut das abschreckende Bild einer schlecht regierten, verwirrten Nation, an deren Spitze das Monster Robespierre stehe.
Der einsetzende Demokratisierungsprozess konnte durch solche Aktivitäten und Schriften indes nur verzögert, nicht aber völlig verhindert werden. Dem Drängen des Industriebürgertums und der Arbeiterschaft nach politischer Mitbestimmung wurde in England anders als etwa in Deutschland mit gemäßigten Reformen stattgegeben. Dabei profitierten auch andere gesellschaftliche Gruppen von dieser Bereitschaft zur Reform, wie etwa die Katholiken, die ab 1829 das Wahlrecht und Zugang zu Ämtern erhielten. Ebenso wurde im gesamten britischen Reich 1833 die Sklaverei abgeschafft und bereits 1832 das Wahlsystem mit der Reform Bill den neuen Verhältnissen angepasst.
Hinter diesen Veränderungen des politischen Systems standen demnach nicht nur ideelle, sondern vor allem soziale Kräfte und Bewegungen, die mit der Industrialisierung vorwiegend in der Textilbranche und in der Kohle- und Stahlgewinnung entstanden waren.
Diese grundlegenden Veränderungen im gesellschaftlichen Leben Englands als Folge der Produktivitätssteigerungen forderten jedoch zugleich einen hohen sozialen Tribut: Lebensmittel waren überteuert und die Arbeits- und Lebensbedingungen in den frühkapitalistischen Produktionsstätten im Norden Englands erwiesen sich als derart menschenunwürdig, dass sie für neue soziale Konflikte sorgten. Die Versuche der Chartisten, durch die Einführung eines freien, geheimen und allgemeinen Wahlrechts die Voraussetzung für eine politische Lösung der Probleme der sich neu herausbildenden Klasse der Industriearbeiter zu schaffen, scheiterten mehrfach 1839 und 1842 am Widerstand des Parlaments. Der fortschrittsgläubige Liberalismus als vorherrschende Weltanschauung und Wirtschaftsform war spätestens Ende des 19. Jahrhunderts für die Intellektuellen, die zu den Wortführern der kulturellen Moderne gerechnet werden konnten, an seine Grenzen gestoßen. Lösungen erhofften sich jetzt zahlreiche Intellektuelle von sozialistischen oder sozialreformerischen Programmen.
Der weitreichende soziale, politische und geistige Wandel als Folge der Modernisierung löste in der englischen Gesellschaft und Kultur vielfältige Spannungen und Widersprüche aus. Die Erfahrung der raschen Veränderungen, die das vertraute Kontinuum von Zeit und Raum durchbrachen, führte im soziokulturellen Denken und in der zeitgenössischen Literatur allenthalben zu einer Gegenüberstellung der alten gegen die neue Zeit sowie der Wärme der traditionellen Kultur gegen die Kälte und Zerrissenheit des neuen Zeitalters. Vor allem in Schriftstellerkreisen entstand ein Raumbewusstsein, das die Metropole London nicht länger als glanzvollen Mittelpunkt der englischen Monarchie und des englischen Gewerbes und Handels begriff, sondern als bedrohliches, unüberschaubares Labyrinth empfand, dem das friedvolle Landleben entgegengesetzt wurde. In zahlreichen Regionalromanen oder Melodramen dieser Zeit stellen die Kindheit, das Landleben oder die Oasen der traditionellen Kultur häufig einen Schutz- oder Fluchtraum dar, der es erlaubt, den Anforderungen der entfesselten, urbanisierten Gesellschaft zu entfliehen. Dem entspricht häufig ein kompensatorisch verklärtes Bild des Mittelalters.
Durch die Verwissenschaftlichung, die Arbeitsteilung und die individuellen Entscheidungsmöglichkeiten sowie durch den kommerziellen Wettbewerb wird die Gesellschaft und Kultur des 19. Jahrhunderts zerspalten und zerfällt in charakteristische Gegensätze, die teilweise neu entstehen, teilweise aber schon zuvor vorhandene Konflikte verschärfen. So stehen sich Besitzbürger und Arbeiter gleichsam in zwei Nationen gegenüber; auch Bürger und Künstler bilden zusehends eigene Gruppierungen und Mentalitäten, die eine Verständigung mehr und mehr erschweren. Ebenso führen die Spannungen zwischen Wissenschaft und Religion bei einem Großteil der Gläubigen zu Identitätskrisen, wie sie etwa in Samuel Butlers Roman The Way of All Flesh (postum veröffentlicht 1903) ihren Ausdruck finden.
Ein weiterer prägender Gegensatz findet sich zwischen Moral und Kunst, die bis ins 18. Jahrhundert eng aufeinander bezogen waren, nach einzelnen Versuchen einer erneuten Zusammenführung, beispielsweise bei Charles Dickens oder George Eliot, dann nach Vorspielen in der romantischen Literatur bei Keats und Poe im reinen Ästhetizismus am Ende des Jahrhunderts jedoch völlig auseinandergerissen werden.
Während die Kunst in der philosophischen Ästhetik des 18. Jahrhunderts bereits als eigenständiger Wahrnehmungs- und Gestaltungsraum abgegrenzt wurde, wird von den Künstlern und Theoretikern des 19. Jahrhunderts mehr und mehr zwischen Kunst und bürgerlicher Kultur und Massenware unterschieden. Dies ist auch auf die Entstehung eines vollständig ausgebildeten literarischen Marktes um 1800 zurückzuführen, der den bislang freien, von einem Mäzen geförderten Künstler oder Schriftsteller verstärkt dazu zwang, sich an die Wünsche des Publikums oder der Verleger anzupassen oder aber diese radikal zu verwerfen.
Der Siegeszug des Liberalismus in der Politik und Wirtschaft stellt sich beim englischen Bürgertum verstärkt als eine Verbindung von protestantischer Ethik oder Moral, Utilitarismus und Laissez-faire dar, wohingegen in der entstehenden Arbeiterbewegung sich stärker utopisch-sozialistische Anschauungen herausbilden. In der Folge führt dies zu der Entstehung zweier unterschiedlicher Kulturen, in dem das Auseinanderbrechen von Natur- und Geisteswissenschaften einerseits und wissenschaftlicher und literarischer Kultur andererseits weitreichende Konsequenzen für das Selbstverständnis der Literaten dieser Zeit hat.
In Culture and Anarchy (1869) unternimmt Matthew Arnolds nochmals den Versuch, die Begegnung mit schöpferischer Literatur und Literaturkritik als Ausweg aus dieser Orientierungskrise anzubieten, wobei er die innere Bildung an die Stelle des materiellen Nützlichkeitsdenkens zu stellen trachtet.

## Besonderheiten der englischen Romantik
Ebenso wie die Literaturepoche des Viktorianismus strebt die Literatur der englischen Romantik danach, eine eigenständige Form der symbolischen Auseinandersetzung mit den Spannungsfeldern zu entwickeln, die durch den zuvor beschriebenen Modernisierungsprozess ausgelöst wurden.
Die ästhetische Modernität in einem weiteren Sinne, die nun entsteht, definiert sich vornehmlich durch das Aufeinanderprallen von individualistisch gestalteten Kultur- oder Literaturschöpfungen und vorherrschender gesellschaftlicher Wirklichkeit. Die literarische Kultur begreift sich nicht länger als Ausdruck der dominanten Gesellschaftsschicht und Weltanschauung, sondern primär als deren entschiedener Widerpart oder als deren grundlegende Alternative.
So werden in der romantischen englischen Poesie Individualität und Gleichheit sehr wohl zu poetischen Gegenständen oder Ausdrucksprinzipien, jedoch wird der dichterische Individualismus ausdrücklich als poetische Gestaltungsform oder Thematik, nicht jedoch als abstrakte ökonomische Weltanschauung begriffen. Natur und Landschaft gehen derart bei den englischen Romantikern eine enge Verbindung ein, weil diese vor allem London, die Metropole, als Inbegriff der Entfremdung und der Wahrnehmungszerstörungen erleben. Eine ähnlich scharfe Abgrenzung findet sich zum Prinzip der Rationalisierung: Wird in der Poesie des 18. Jahrhunderts, beispielsweise in James Thomsons The Seasons, die mechanische Welterklärung Isaac Newtons noch gefeiert, so stellen Mechanik und Kausalität für die englischen Romantiker demgegenüber unzureichende Erkenntnisquellen dar, die keinen Zugang zum verborgenen inneren geistigen Leben ermöglichen. Dazu ist aus ihrer Sicht vielmehr die schöpferische Imagination und das symbolische Sehen erforderlich, das allein die imaginative Durchdringung und Erkenntnis des Individuellen und damit des Besonderen und Kontreten ermöglicht.
In der Hinwendung sowohl auf die Vergangenheit wie auch die Zukunft zeigt sich zugleich die fehlende programmatische Geschlossenheit der englischen Romantiker. Bezeichnend für diese Offenheit ist neben der sentimentalen Vorliebe für das Vergangene, Exotische und Primitive das gleichzeitige Interesse an der Landschaft und den Einstellungen und Erlebnisbereichen des einsam meditierenden Subjekts. Charakteristisch für die romantische Dichtung Englands ist vor allem das Bestreben, gleichsam als Fluchtimpuls, den schmerzhaften Trennungserfahrungen einer sich rasant beschleunigenden industrialisierten und verstädterten Welt imaginative Gegenentwürfe entgegenzustellen, in denen die Beziehung zwischen Mensch und Natur harmonisch gestaltet wird, um derart Identitätskrisen zu beheben.
Trotz aller Spannungen belegt die intensive Wirkungsgeschichte der englischen Romantik mit ihren Hauptakteuren wie Wordsworth, Coleridge, Keats, Shelley oder Byron das Entstehen einer unverwechselbar neuen Literatur, die gleichzeitig eine revolutionäre wie auch antirevolutionäre Ausrichtung einnimmt.
Mit Ausnahme von Scott hegten alle englischen Romantiker zumindest zeitweise starke Sympathien für die französische Revolution und die Aktivitäten der radikalen politischen Kräfte in England. Allerdings bewirkte die Enttäuschung über den grauenhaften Verlauf der französischen Revolution vor allem bei Wordsworth und Coleridge eine Rückwendung zu konservativen und patriotischen Haltungen, die sich wohl in einem Rückzug in die heilsame Natur, nicht jedoch in einer Abwendung vom Individualismus äußerten. Dementsprechend liegt die bleibende große Leistung in der romantischen englischen Lyrik vor allem in der Entfesselung des poetischen Individualismus, der Ergründung des eigenen lyrischen Ichs sowie in der Kultivierung des Subjektiven und Irrationalen, verbunden mit einer Freisetzung der eigenen schöpferischen Imagination.
Mit der Kraft seiner Imagination vermag es das Individuum in der romantischen Vorstellungswelt, die Natur und Gott wieder mit dem Menschen zu versöhnen, um derart ein neues Paradies zu schaffen. Im Hinblick auf die Trennungs- und Differenzierungserfahrungen, die durch die Modernisierungsprozesse ausgelöst wurden, spielen diese Auffassung des individuellen Imaginationsvermögens und das damit verbundene Verständnis des Kunstwerks als autonome, eigenständige organische Einheit jedoch eine widersprüchliche oder doppeldeutige Rolle.
Als Synthese und Reintegration der modernen Zersplitterung liefert die von den Romantikern beschworene Imaginationsfähigkeit durchaus Kompensationsmöglichkeiten und teilweise sogar utopische Sinnhorizonte; in der Betonung der ästhetischen Autonomie und Andersartigkeit des Poetischen spiegelt sie jedoch zugleich die Logik des für die Modernisierung typischen Differenzierungsprozesses.
In jüngeren literaturwissenschaftlichen Debatten wird die alte Frage nach der Angemessenheit oder Nützlichkeit einer spezifischen Epochenbezeichnung für die englische Romantik zum Teil wieder aufgegriffen. Für eine kulturwissenschaftliche oder diskursorientierte Betrachtungsweise, die sich nicht allein auf die hohe Literatur oder gar die Lyrik beschränkt, sind Bezeichnungen wie romanticism oder romantic age kaum anwendbar, insofern sie Themen oder Diskurse beispielsweise über die Frauenfrage, die Sklaverei, den Kapitalismus, die politische Ökonomie oder die Entwicklung der Wissenschaften ausblenden.
Seit einiger Zeit werden in repräsentative Anthologien der englischen Romantik daher auch Gedichte von Frauen wie Felicia Hemans, Charlotte Turner Smith, Anna Lætitia Barbauld oder Joanna Baillie aufgenommen. Zugleich wird in der englischen Literaturgeschichtsschreibung dennoch überwiegend an dem bislang gültigen Kanon der Werke der englischen Romantik festgehalten. Im Hinblick auf das hier ausschlaggebende Kriterium der Stil- und Strukturgeschichte sind eine Reihe der von Autorinnen dieser Zeit verfassten Gedichte, wie z. B. das politische Langgedicht Eighteen Hundred and Eleven (1812) von Anna Lætitia Barbauld, nicht der Romantik, sondern gemäß dem Prinzip der Gleichzeitigkeit im Ungleichzeitigen vielmehr dem Klassizismus mit seinen heroic couplets und Allegorien in standardisierter poetischer Sprache zuzurechnen.
Literaturgeschichtlich ist die englische Romantik in vielerlei Hinsicht das Ergebnis einer Entwicklung, die bereits zu Beginn des 18. Jahrhunderts einsetzte. Anders als in Frankreich, wo der Neoklassizismus auf dem Boden einer absolutistischen oder autoritären politischen Ordnung ein sehr starres, dogmatisches Regelwerk bildete, das schließlich unvermittelt zusammenbrach, war die schöne Literatur in England wesentlich wandlungsfähiger oder offener und flexibler.

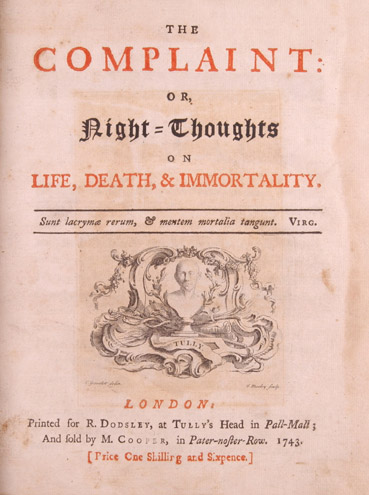
Titelblatt der Erstausgabe von Young’s Night Thoughts, 1743

So finden sich im aufklärerischen englischen Neoklassizismus bereits relativ früh literarische Formen, die danach streben, Emotionen und Empfindungen Ausdruck zu verleihen, und gegen die „langweilige“ und „oberflächliche“ Eleganz der höfischen Kultur das Natürliche, Spontane und Primitive setzen. Zu diesen literarischen Neuerungen, die letztlich in der englischen Romantik aufgehen, zählen insbesondere der sentimentale Briefroman etwa von Samuel Richardson und seinen Epigonen, der Schauerroman, die Nacht- und Todesdichtung etwa von Edward Young (The Complaint, or, Night Thoughts on Life, Death and Immortality, 1742–45) ebenso wie die Naturdichtung und die Volksballade. Durchweg suchen diese literarischen Werke nach einer Gefühlssprache, die rhetorische Schemata, klassische Floskeln oder stereotype Sprachmuster überwinden soll, um Personen und Situationen authentisch Ausdruck zu verleihen.
Die gefühlvollen Selbstdarstellungen und Naturbeobachtungen des lyrischen Ichs in der vor-romantischen Dichtung können sich allerdings nicht vollständig von Stereotypen und allgemeinen Sprachfloskeln oder Sehweisen lösen: Die eigentliche subjektive Entgrenzung der Sprache findet erst in der Romantik statt, in der die Dichter das klassische Konzept der festen Ordnung und der Einfügung des Einzelnen in die allgemein als gültig anerkannte hierarchische Kultur gänzlich aufgeben.
Stattdessen trachtet die romantische Selbstbezogenheit danach, in der eigenen Imagination und dem eigenen Gefühl die Quelle von Ordnung und Glück zu finden. Die romantische poetische Individualität zielt nicht auf das bürgerliche Freiheitsrechte erkämpfende Individuum und strebt nicht nach der Verwirklichung eines naturrechtlich verbürgten Wahlrechts. Die Befreiung von den feudalen Banden bleibt dem überwiegenden Teil der englischen Romantiker zu abstrakt und mechanisch; sie sehen das Besondere und das Menschliche des Individuums in dessen ureigenster menschlicher Seele. Der romantischen Auffassung zufolge ist es daher der Sinn der natürlichen Existenz, der eigenen Individualität und der eigenen Seele zu folgen. Charakteristischerweise verwirklicht sich diese poetische Individualität für die englischen Romantiker vornehmlich in einer meditativen, harmonischen und nicht von den Zwängen der alltäglichen Handlungswelt oder den Vorgaben der Vernunft geprägten Beziehung zur Natur, vor allem in einer Situation der einsamen Naturbegegnung. Diesem Selbstverständnis entsprechend ist die romantische Literatur oder Kunst der natürliche Ausdruck der Seele des Künstlers, der genusshaft seiner Selbstbezogenheit frönt, ohne dabei handelnd aktiv zu werden.
Das große Vorbild dieses romantischen Individualismus ist Jean-Jacques Rousseau, dessen Werk mit außerordentlichem Selbstbewusstsein mit der Tradition der Regelpoetik bricht. So rückt in Wordsworths Selbstdarstellung The Prelude (1805/1850) oder Byrons Childe Herold’s Pilgrimage (1812/1816/1818) das Ich des Dichters in den Mittelpunkt als authentische Quelle der Wahrheit. Die romantischen Theoretiker unterscheiden demgemäß kaum zwischen der Person des Dichters und seiner Dichtung als Werk. Der Schwerpunkt des poetischen Interesses verlagert sich von der Nachahmung der antiken Muster zum imaginativen Selbstausdruck; die Verschiebung der Fokussierung von der rhetorisch kalkulierten formalen Bauart des Werkes auf die Person des Dichters soll dazu dienen, die Menschen zu verbinden, um so der sich abzeichnenden Professionalisierung und Zersplitterung der Kultur entgegenzutreten.
In dem poetischen Individualismus Rousseauscher Provenienz offenbart sich jedoch ein offenkundiger Narzissmus, der zu einer Paradoxie führt: Das Ich, das beim Anblick der Natur in einen zeitlosen Zustand des Friedens und des Unbewussten zurückfällt, verliert genau in diesem Vorgang seine eigene volle menschliche Identität, die es so emphatisch der Gesellschaft entgegensetzt. Daher ist die Regression bis hin zum Todeswunsch ein häufiges Motiv der romantischen Literatur, beispielsweise bei Keats.
Auch in den Gedichten von Wordsworth findet das lyrische Ich sein vollkommenes Glück in der Übereinstimmung von Selbst und Natur in der gesellschaftsfernen Einsamkeit; in der banalen Alltäglichkeit der natürlichen Schönheit entdeckt die Seele oder die Imagination des Dichters ein Reich der Ewigkeit und Unendlichkeit. Die Wahrnehmung der Natur in der schöpferischen Imagination des Dichters dient der Selbstheilung und verweist darauf, wie das Individuum erst als poetisches sein eigentliches Menschsein erlangt. Das lyrische Ich findet dabei einzig in einer Sprache zu sich selbst, die konventionelle Sprachformeln meidet und alltägliche Wendungen oder Sachverhalte durch metaphorische Übertragungen, Reimbindungen, Wiederholungen und rhythmischen Fluss in einen poetisch wirkungsvollen Zusammenhang bringt.
Auch religiöse Vorstellungen und Empfindungen werden von den romantischen Dichtern auf die Welt der Natur und Literatur übertragen. In dem mystisch-heilsgeschichtlichen Schema der Einheit mit Gott und Natur, der Trennung von Gott und Natur und der Wiederherstellung der ursprünglichen Einheit schafft die Imagination des Dichters die Versöhnung; im romantischen Denken nimmt der Dichter daher als Barde und Prophet eine herausragende Rolle ein. Dem wissenschaftlichen Naturalismus und der durch Mathematik und mechanistisches Denken verdinglichten Natur wird damit ein remythisierter Naturalismus oder naturalisierter Mythos entgegengesetzt. So spielt beispielsweise Coleridge die schöpferische Vitalität gegen die mechanistische Philosophie aus und betont den Gleichklang von Mensch und Natur vor einem metaphysischen Hintergrund.
Diese romantische Religion der Natur baut auf verschiedenen Quellen auf: Neben den Überlegungen Montaignes über die Wilden kommt dabei eine primitivistische Denkströmung zum Tragen, die sich im 18. Jahrhundert durch das Erleben freizügiger Südseekulturen verstärkte und zu der Vorstellung der Überlegenheit der Natur des Primitiven über die zivilisierte Kultur führte. Dementsprechend werden die gewaltige, grenzenlose Natur, das brodelnde Meer oder die Alpen zu romantischen Topoi schlechthin, die allerdings erst mit der Ästhetik des Erhabenen (the sublime) darstellungs- und genussfähig werden.
Die neben dem poetischen Individualismus und dem Naturkult wesentliche Kraft der Imagination liefert die Grundlagen der romantischen Gegenbewegung zu den Rationalisierungsprozessen der neuzeitlichen Modernisierung. Die Imagination verdrängt in der Hierarchie der menschlichen Fähigkeiten die Vernunft der Aufklärung: sie bildet nicht einfach die Welt mimetisch nach, sondern bedeutet eine Wahrnehmungsweise, die im Vorgang der Wahrnehmung und schöpferischen Vorstellung das Abbild der äußeren Welt in eine innere Vision um- oder neugestaltet. Dieses visionäre Element ist insbesondere bei Blake derart ausgeprägt, dass die Imagination eine mythologisch ausgestaltete Spiritualisierung der Natur bewirkt, in der Gott nach dem Sündenfall nunmehr in der menschlichen Imagination allgegenwärtig ist.

## Themen und Ausdrucksformen der englischen Romantik
Die tragende Grunderfahrung der Autoren des englischen romantic age war das Erleben des intellektuellen, wenn nicht sogar gesellschaftlichen Außenseitertums. Aus dieser isolierten kulturellen oder sozialen Stellung erklärt sich die kaleidoskopische Fülle von Werken der englischen Romantik, die in ihrer Art oder Intention derart unterschiedlich sind, dass auf den ersten Blick kaum Gemeinsamkeiten zu bestehen scheinen.

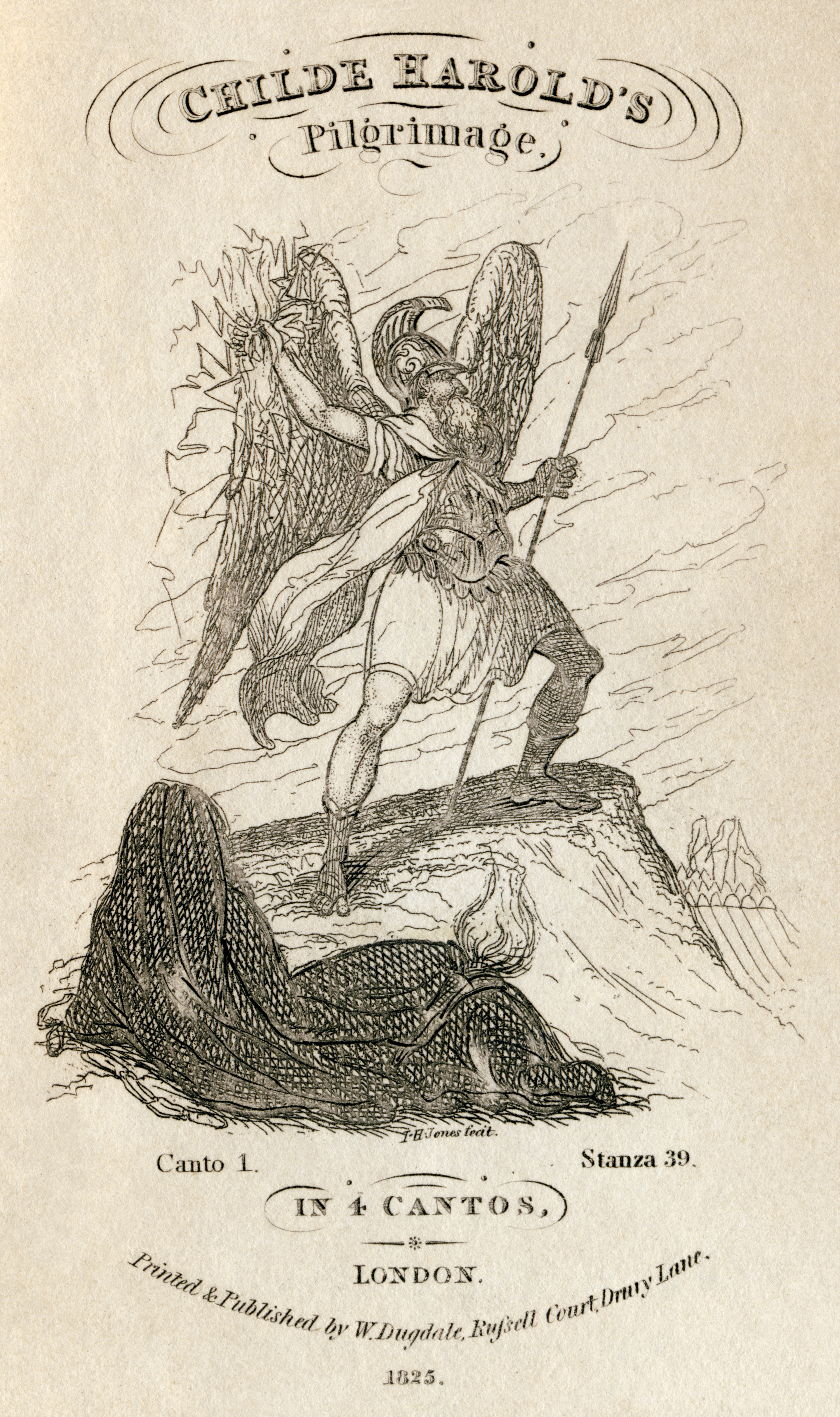
Lord Byron – Childe Harold's Pilgimage, Titelblatt der Dugdale-Ausgabe von 1825/26

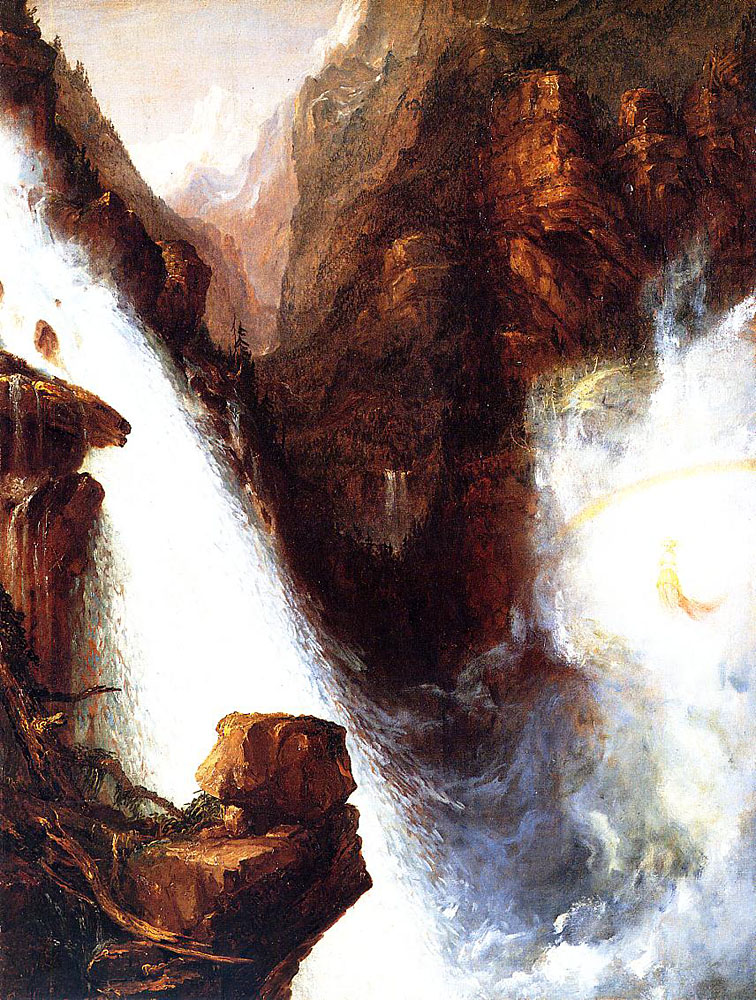
Szene aus Byrons Manfred, Gemälde von Thomas Cole, 1833

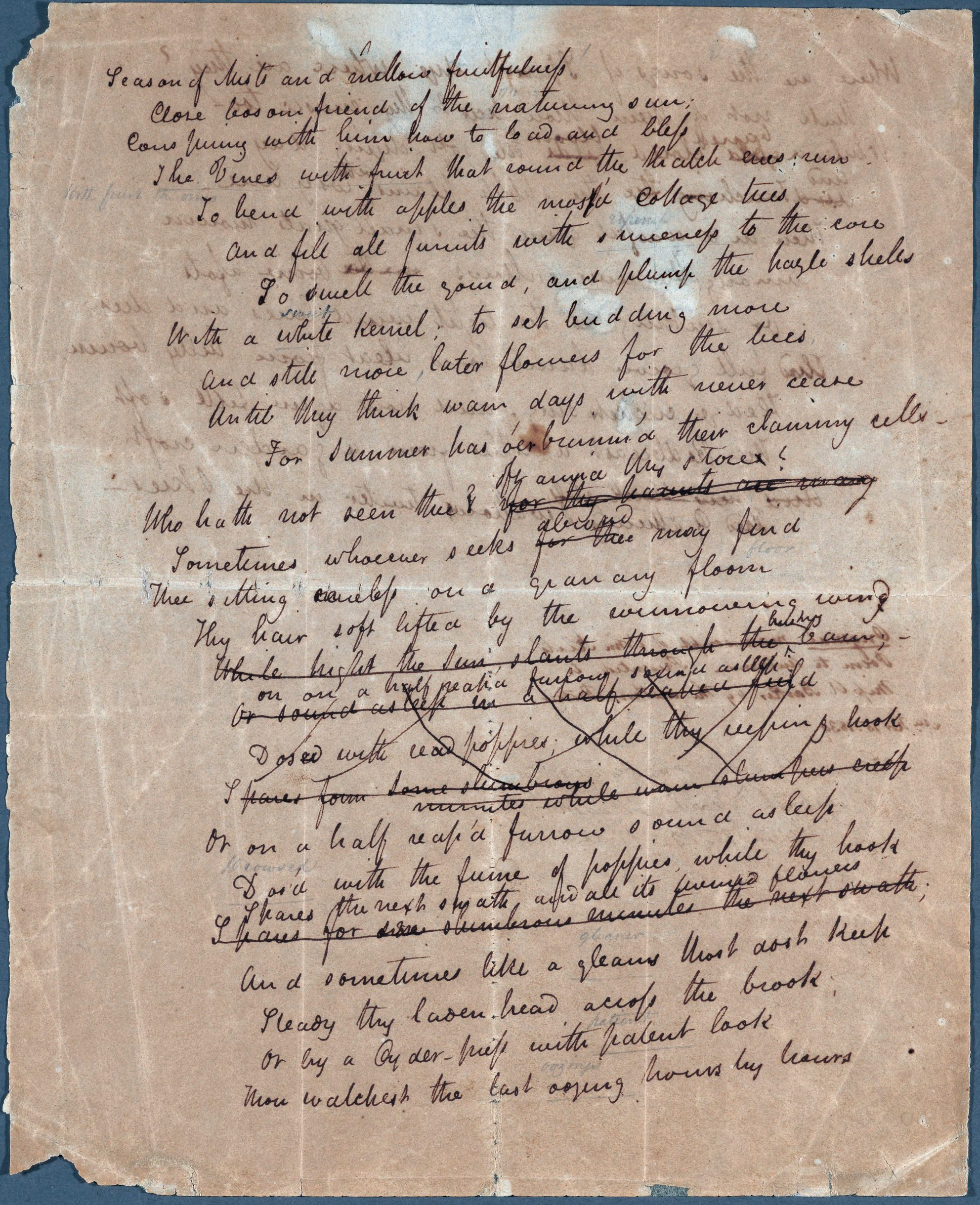
John Keats – To Autumn, Erste Seite des Manuskripts von Keats

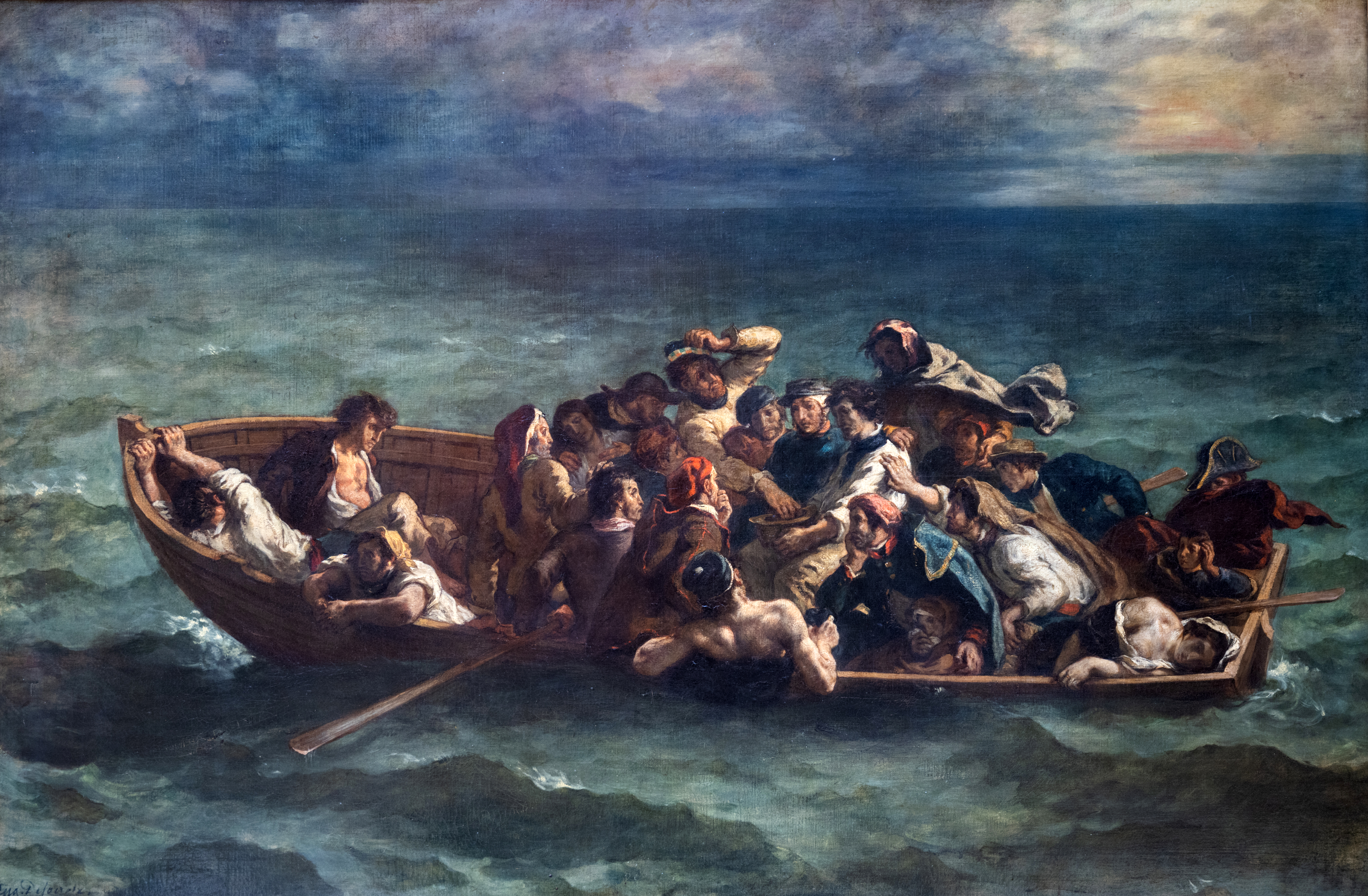
La Barque de don Juan, Gemälde von Eugène Delacroix (1840) nach Byrons Don Juan

### Hinwendung zur Geschichte
Ungeachtet der fehlenden programmatischen Geschlossenheit und der offenen Grenzen ist für den überwiegenden Teil der Werke der englischen Romantik eine Flucht aus der Wirklichkeit kennzeichnend, die ebenso in dieser Grunderfahrung des Außenseitertums begründet liegt. Hierin wurzelt auch das charakteristische Bemühen der englischen Romantiker, über die Literatur auf die sozialen Gegebenheiten einzuwirken, um sie damit zu verändern und zu erneuern. Verständlich wird auf diesem Hintergrund gleichermaßen der Versuch einer Erschließung neuer Gegenstandsbereiche für die Literatur wie auch der gleichzeitige Rückgriff auf die literarische Tradition und Hinwendung zur Geschichte.
Die Wiedererweckung des Historischen war zwar keine Neuentdeckung der Romantik; die im geistigen Leben des späten 18. Jahrhunderts bereits ausgeprägten historisierenden Elemente wurden jedoch wesentlich verstärkt und ausgeweitet. Das Spektrum des Historischen war für die englischen Romantiker nicht allein Gegenstand bloßer Studien, sondern vor allem auch ein Refugium für ihre retroperspektive Sehnsucht nach Vollkommenheit, in der die Geschichte sowohl eine Rückversicherung für die Gegenwart wie auch eine Verheißung für die Zukunft darstellte.
Diese Geschichtsorientierung wird in den Werken der älteren Romantiker insbesondere bei Robert Southey und Sir Walter Scott deutlich. Southey versuchte allerdings mit geringem kommerziellen Erfolg als erster die für diese Epoche typische historisierende Verserzählung einzuführen. So steht etwa Thalaba the destroyer (1801), das von der zeitgenössischen Kritik verrissen wurde, exemplarisch für die exotisch-orientalischen Varianten dieser Gattung, die das romantic age in vielfältigen Ausprägungen als hochgradig eskapistische Literaturwerke hervorbrachte, von Walter Savage Landors Gebir (1798) über Thomas Moores Lalla Rookh (1817) bis zu Keats gotisch-mythisierendem Eve of St. Agnes (1820).
Populärer waren die Versromanzen Scotts, in denen er die schottische Vergangenheit poetisch wiederzubeleben versuchte. Lord Byron entwickelte nachfolgend eine neue Spielart dieses Genres: er verknüpfte in seinen Verserzählungen die gegenwartsbezogene Geschichtsmystik mit dem Naturerlebnis und eigenen Reiseeindrücken. So feierte er mit Childe Harold’s pilgrimage (1812–1818) einen triumphalen Erfolg; der histrionische „byronische“ Held entsprach mit seiner Stimmungslage zwischen Revolte und Resignation der Empfindungswelt des beginnenden nach-napoloeonischen Zeitalters. Byron schuf in der Folge eine Sequenz gleichartiger Werke.
In der romantische Epoche entstand zugleich als neue Gattungsform der historische Roman mit den modellbildenden Werken Scotts. Das revolutionäre Pathos, das die Vertreter der Romantik teilten, verlangte nach einer dichterischen Umsetzung in grandiosen Formen, so dass es eine Vielzahl von Versuchen gab, auch die traditionellen Großformen wieder zum Leben zu erwecken, zumeist verbunden mit einer Vermischung von Historie und Gegenwart.
So gestaltete Shelley in The revolt of the Islam (1817) als politisches Epos seine Fassung der französischen Revolution in einer islamischen Maskierung. Verschiedene Versuche der englischen Romantiker, das historische oder zeitgeschichtliche Drama neu zu fassen, blieben jedoch ähnlich wie oftmals auch beim Epos aufgrund mangelnder Gestaltungskraft zumeist hinter den eigentlichen Intentionen und künstlerischen Ansprüchen zurück. Zudem war die Gattungsform des Dramas nur schwer in Einklang zu bringen mit der bei den romantischen Dichtern im Vordergrund stehenden Betrachtung der Innerlichkeit des Erlebens oder der Innenwelt des poetischen Ichs. Auch Byrons faustischer Manfred (1817) konnte ungeachtet eines werkgeschichtlichen oder biografischen Interesses der Literaturkritiker als dramatisches Werk nicht überzeugen.
Das Interesse an der nationalen Vergangenheit, das für die Romantik insgesamt kennzeichnend ist, manifestierte sich auch bei den englischen Romantikern. Insbesondere Sir Walter Scott setzte die in der zweiten Hälfte des 18. Jahrhunderts beginnenden Bemühungen um frühe Literaturzeugnisse mit seiner Sammlung Minstrelsy of the Scottish border (1802/1803) fort und arbeitete zusammen mit Robert Burns an The Scots musical museum mit. Die Grenze zwischen Sammeltätigkeit und eigenem dichterischen Schaffen war dabei fließend. Bedingt durch die politischen Konflikte dieser Epoche nahm das romantische Geschichtsbewusstsein in England oftmals eine stark patriotische Ausprägung an, die mit ihrer romantischen Verklärung der Nationalgeschichte zu einer der wesentlichen Quellen des ideologischen Nationalismus im 19. Jahrhundert wurde.

### Hinwendung zur Natur
Stärker noch als die Hinwendung zur Geschichte eröffnete die Hinwendung zur Natur für die romantischen Dichter neue Gegenstands- und Erfahrungsbereiche. Im Unterschied zur vorangegangene Naturdichtung wurde die Natur in der Romantik zu einer zuvor nicht geläufigen Quelle der poetischen Inspiration und leitete damit eine neue Phase in dem Verhältnis von Mensch und Natur ein, die weit über das 19. Jahrhundert hinaus ihre Wirkung behielt und auch in der Gegenwart noch nicht abgeschlossen zu sein scheint.
Die Entdeckung der Natur für die Dichtung fand eine Parallele in ihrer Entdeckung für die Malerei: in der romantischen Landschaftsmalerei von William Turner und John Constable wurde die Landschaft nicht nur als Inbegriff des Naturschönen dargestellt, sondern darüber hinaus als Vision des Vollkommenen und Einzigartigen.
In der romantischen Naturlyrik Englands nimmt die Naturorientierung ganz spezifische Züge an: Neben eher konventionellen Versdichtungen wie in Blakes Jugendwerk Poetical sketches stellt sie eine charakteristische Komponente in Wordsworths lyrischem Schaffen dar und schließt Oden von Keats wie To autumn ein, erschöpft sich jedoch nicht darin. In ihren bedeutsamsten Ausprägungen nimmt die romantische Naturlyrik quasi-philosophische Dimensionen an, die bisweilen ins Mystische reichen, so vor allem bei Wordsworth. Für ihn bedeutet die sinnlich erfahrbare Natur das dem Menschen Entgegentretende, das ihn umfasst und trägt. In Wordsworths Lines composed a few miles above Tintern Abbey findet sich beispielsweise das für die romantischen Dichter typische Bekenntnis der Geborgenheit in der Natur nach dem Rückzug aus einer sich selbst entfremdeten Fortschrittsgesellschaft: die Natur wird hier zum symbolischen Fluchtpunkt auf dem Weg zu sich selbst.
Eng verwoben mit der äußeren Natur war für die englischen Romantiker ebenso die einfache, unverstellte Naturhaftigkeit des Kindes mit seiner ganzen Spontanität, die die englischen Romantiker in der Nachfolge Rousseaus in einer Vielfalt unterschiedlichster Erscheinungsformen aufzuspüren versuchten.
Die Entdeckung der Natur und der Natürlichkeit fand in der englischen Romantik ihr Korrelat in einer neuen Aufmerksamkeit dem Besonderen und Partikulärem gegenüber und äußerte sich vor allem im Subjektiven, das als innerste Lebendigkeit wie auch als letzte unabdingbare Wirklichkeit der menschlichen Existenz verstanden wurde.
Diese in der Romantik erstmals zum Durchbruch kommende subjektivistische Strömung bedeutete einen folgenreichen Einschnitt in der europäischen Geistesgeschichte. Das literarische oder lyrische Werk wurde nicht länger als Wiedergabe einer als unabhängig angesehenen äußeren Realität begriffen, sondern als Produktion eines sich als autonom verstehenden Individuums; Kunst und Literatur büßten damit ihren überwiegend mimetischen Charakter ein und nahmen hauptsächlich expressive Eigenschaften an.

### Lyrik
Das kurze lyrische Gedicht und subjektivistisch-expressive Literaturformen gehörten zu den dominanten und von Blake über Wordsworth und Coleridge bis hin zu Keats bevorzugten und erfolgreichsten Werken der romantischen Epoche in England. Allerdings nutzten die Romantiker auch literarische Formen wie das Sonett, die Ode, Hymne oder Elegie trotz der sie prägenden Konventionen als Ausdrucksform ihrer unmittelbaren Subjektivität, selbst wenn das lyrische Ich sich in diesen Formen stilisieren muss oder kann. Einige der bedeutendsten Gedichte der englischen Romantik sind Realisationen dieser Formen, so Wordsworths Ode: Intimations of immortality  oder Shelleys Ode to the West wind und Keats Ode on a Grecian urn. In ihnen findet die für den romantischen Autor bezeichnende Krisensituation ein Medium des Ausdrucks; Coleridges Dejection. An ode trägt einen für die englische Romantik gleichsam symbolischen Titel.

### Epos
Auch Adaptionen der traditionellen Großform des Epos wurden teilweise von den englischen Romantikern für die Selbstdarstellung des Individuums genutzt; Coleridge stellte beispielsweise am 30. Mai 1815 in einem Brief an Wordsworth den epischen Entwurf eines romantischen Weltpanoramas formal in Analogie zu den philosophischen Epen etwa von John Miltons Paradise Lost oder Alexander Popes Essay on man als erstrebenswertes höchstes dichterisches Ziel dar. Der programmatische Entwurf eines solchen Weltbildes und seine poetische Umsetzung ist allerdings weder Wordsworth noch einem anderen Vertreter der englischen Romantik gelungen, ungeachtet der Wünsche oder Bedürfnisse dieser Epoche.
Dennoch entstanden zwei für die romantische Epoche in England bedeutsame Gedichte von epischen Ausmaßen, die in ihrer Art konträr, in ihrer Bedeutung für die Epoche jedoch komplementär waren: Wordsworths The prelude, or, growth of a poet’s mind (begonnen 1798/99, veröffentlicht posthum 1850) und Byrons Don Juan (1819–1824). Beide Gedichte sind, offen bei Wordsworth, kaschiert bei Byron, in ihrer autobiografischen Gestaltung panoramatische Vorstellungen individueller Welten in einem bis dahin unbekannten Ausmaß.
Obwohl die Zeit der großen epischen oder quasi-epischen Werke abgelaufen war, war das „große“ Gedicht für das Selbstwertgefühl der englischen Romantiker unverzichtbar als Prüfstein für die dichterische Schaffenskraft. Das Vorbild war stets Milton; eine Wiederholung seiner dichterischen Leistung unter den Prämissen der neuen subjektivistischen Thematik galt als eine der wesentlichen Inspirationen für die romantische Dichtung in England.

### Roman
Die sogenannten sechs großen Dichter (great six) Blake, Wordsworth, Coleridge, Keats, Percy B. Shelley und Byron bevorzugten in ihrem Werk vor allem die Gattungen des Epos und der Lyrik. Dennoch gibt es auch Beispiele für Romane, die der englischen Romantik zugeordnet werden. So wird Walter Scott mit seinen historischen Romanen zu den Romantikern gezählt. Mary Shelleys Roman Frankenstein verwendet eine Reihe von romantischen Motiven und Gestaltungsweisen, so etwa die Wissenschaftskritik, das Doppelgängermotiv oder das Erhabene und das Schreckliche. Ihr Roman wird heute als eines der bedeutendsten Werke der phantastischen Literatur betrachtet.
Die großen Romane der Epoche sind nicht die Werke Scotts, sondern die fast zur gleichen Zeit erschienenen Romane Jane Austens, die jedoch weder im Hinblick auf ihre Thematik noch auf ihre Intentionen der Romantik zugerechnet werden können. Mit Jane Austens Werken zeigt sich bereits der Übergang zum Realismus des 19. Jahrhunderts.